# 박학기
박학기(朴學基, 1963년 3월 2일~현재)는 대한민국의 공연프로듀서, 싱어송라이터다.

## 활동
싱어송라이터 박학기는 1988년 옴니버스 앨범 《우리 노래 전시회》 3집에서 〈계절은 이렇게 내리네〉라는 곡으로 정식 가수 데뷔하였다. 이듬해 자신의 솔로 앨범을 발표, 〈이미 그댄〉, 〈향기로운 추억〉 등을 히트 시키며 골든디스크상 신인상을 수상하였다. 1990년대 후반까지 정규 앨범 6장과 베스트 앨범 1장을 발표하며 포크 가수로 자리매김하였다. 2008년 발표한 디지털 싱글이자, 자신의 두 딸 박승연, 박정연과 함께 부른 〈비타민〉이 인기를 끌었다. 2024년 원더풀 월드 OST Part.1에 <Cuz You> 를 발표하며 여전한 음악활동을 알렸다. 공연프로듀서 박학기는 2000년대 이후 서원밸리-<그린콘서트>와 <김광석 다시 부르기>등 숱한 공연무대를 만들어 왔다. 박학기가 연출한 주요 무대를 보면 <아침이슬 50주년 김민기 트리뷰트>, <김민기 트리뷰트 유럽투어>, <강촌발라드페스티벌>, <노원거리예술축제>, <노원수락산선셋음악회>, <김광석과 친구들>, <학전 어게인 2024> 등 다수가 있다.

## 학력
- 경동고등학교 졸업
- 서울예술대학 응용미술학(現 시각디자인)과 졸업

## 앨범

### 정규 앨범
- 1집 《이미 그댄》[1989.05.10] [2012.02.03] Re-Mastering
  - 이미 그댄
  - 향기로운 추억
  - 계절은 이렇게 내리네
  - 아름다운 비밀
  - 3：00 AM
  - 내 소중한 사람에게
  - 나른한 오후
  - 여름을 지나는 바람
  - 북강변
- 2집 《자꾸 서성이게 돼》[1990.11] [2012.02.03] Re-Mastering
  - 그댄 알고 있나요
  - 어느 거리에서
  - 이제 나홀로
  - 내마음의 모습
  - 자꾸 서성이게 돼
  - 가끔 우울한 날엔
  - 오래된 친구
  - 아름다운 세상
- 3집 《유난히》[1992.05]
- 4집 《찬 비가 오던 날》[1993.10]
- 5집 《나의 길》[1995] [2013.04.01]
- 6집 《남겨진 너의 노래》[1998.10]

## CF
- 2010년 지엠이에스티 골프마스터즈
- 2015년 SK텔레콤 연결의 신곡발표
- 2018년 한국음악저작권협회

## 홍보대사
- 2003년 ASX클럽 홍보대사
- 2006년 굿네이버스 1일 홍보대사
- 2007년 대명리조트 홍보대사
- 2010년 살레시오근로청소년회관 홍보대사
- 2015년 제12회 서울국제푸드앤테이블웨어박람회 홍보대사

## 참고 자료
- 박학기, 두 자녀와 함께 6년만에 신곡